# Jiří Payne
Jiří Payne, plným jménem Jiří Tomáš Payne, (* 7. července 1956 Praha) je český politik a jaderný fyzik, v letech 1990 až 2002 postupně poslanec České národní rady a Poslanecké sněmovny PČR za Občanské fórum a ODS, později místopředseda Svobodných a poradce prezidenta Václava Klause. V letech 2017 až 2019 poslanec Evropského parlamentu.

## Biografie

### Do roku 1989
Jeho otec Harry Donald Payne se kvůli sňatku s Češkou vzdal nároku na americké občanství. Jeho bratry jsou MUDr. Jan Payne a spisovatel Petr Pazdera Payne. Absolvoval základní školu a gymnázium v Botičské ulici v Praze a pak vystudoval Matematicko-fyzikální fakultu Univerzity Karlovy (obor jaderná fyzika). Po dobu studií pracoval v Ústavu jaderné fyziky AV ČR v Řeži jako pomocná vědecká síla. V roce 1981 dokončil studium a složil závěrečné zkoušky. Fakulta mu ale kvůli jeho politickým a náboženským aktivitám odmítla vydat diplom. Bylo mu zamezeno v profesním životě. Na jeho případ upozornila Amnesty International. Promoci měl nakonec až v roce 1989. Mezitím pracoval jako programátor a lektor programování, pak po zostření jeho pronásledování byl od roku 1984 pečovatelem v domově důchodců a od roku 1986 topičem. Navštěvoval bytové teologické a filozofické semináře. Sám organizoval bytové kurzy hebrejštiny. V letech 1982–1989 ho sledovala Státní bezpečnost (spolu s jeho otcem a bratry) pod krycím jménem Fyzik a byl evidován jako prověřovaná osoba. V roce 1988 se účastnil opozičních demonstrací, byl zadržen policií a obviněn z podněcování a organizování demonstrací. Trestní stíhání bylo zastaveno až po pádu režimu. Byl aktivní i jako zpravodaj organizace Výbor na obranu nespravedlivě stíhaných.

### Poslanecké období
Ve volbách v roce 1990 byl za Občanské fórum zvolen do České národní rady. Zastával zde post místopředsedy zahraničního výboru. V září 1990 se podílel na vzniku Meziparlamentního klubu demokratické pravice coby pravicového křídla v rámci Občanského fóra. Na jaře 1991 byl členem přípravného výboru pro založení ODS. Opětovně byl do ČNR zvolen ve volbách v roce 1992, nyní již za ODS (volební obvod Praha). Zasedal v mandátovém a imunitním výboru a v zahraničním výboru.
Od vzniku samostatné České republiky v lednu 1993 byla ČNR transformována na Poslaneckou sněmovnu Parlamentu České republiky. Zde mandát obhájil v sněmovních volbách v roce 1996 a sněmovních volbách v roce 1998. V letech 1992–1996 byl předsedou zahraničního výboru sněmovny, v letech 1996–2002 jeho místopředsedou. Po roce 1996 byl náměstkem ministra obrany. Na ministerstvu řídil sekci zahraničních vztahů a podílel se na koordinaci přístupových jednání pro vstup Česka do NATO. V roce 1996 také připravoval volební kampaň ODS před volbami do Senátu PČR.

#### Autonehoda a trestní stíhání
V roce 1998, tedy v době, kdy byl poslancem, způsobil dopravní nehodu, když se střetl se sanitním vozem. Při nehodě utrpěla Payneova dcera těžké zranění, zraněn byl i Payne a řidič sanitky. Payne jako první požádal o vydáním k trestnímu stíhání s tím, že poslanecká imunita se na takové případy vztahovat nemá. Sněmovna Payna ke stíhání vydala. Soud ho nepotrestal odnětím svobody, ale nařídil mu zaplatit způsobenou škodu a další peníze poslat na obecně prospěšné účely.

### Po odchodu ze sněmovny
Po odchodu ze sněmovny v roce 2002 se věnoval správě rodinného majetku. Od roku 2004 byl externím politickým poradcem prezidenta Václava Klause. V roce 2007 založil s manželkou Janou firmu Coventina, která se zabývá developerskými projekty na rodinných pozemcích.
V roce 2009 patřil mezi zakladatele Strany svobodných občanů a stal se jejím místopředsedou. V letech 2010, 2012 a 2013 mandát obhájil. Místopředsedou strany byl do prosince 2015, kdy už v nové volbě post neobhajoval. V senátních volbách roku 2012 kandidoval za Stranu svobodných občanů do horní komory parlamentu za senátní obvod č. 26 – Praha 2. Získal 6,68 % hlasů a nepostoupil do 2. kola.
V doplňovacích volbách do Senátu PČR v září 2014 kandidoval za Svobodné v obvodu č. 22 – Praha 10, kde se uvolnilo místo po Jaromíru Štětinovi. Se ziskem 7,39 % hlasů skončil na 7. místě, a nepostoupil tak ani do druhého kola. V komunálních volbách v říjnu 2014 kandidoval za Svobodné do Zastupitelstva hlavního města Prahy. Jakožto lídr kandidátky byl i kandidátem strany na post pražského primátora. Svobodní získali 3,57 % hlasů a nezískali žádný mandát.

### Europoslanec
Ve volbách do Evropského parlamentu v květnu 2014 kandidoval za Svobodné na 2. místě jejich kandidátky. Získal 3 696 přednostních hlasů, tj. 4,64 % hlasů odevzdaných pro Svobodné, mandát ale nezískal (stal se prvním náhradníkem). Na konci srpna 2017 však na svůj mandát rezignoval Petr Mach, protože se chtěl věnovat kampani před volbami do Poslanecké sněmovny PČR v říjnu 2017 Payne se tak stal v září 2017 novým poslancem Evropského parlamentu, a jako takový vystupoval tvrdě euroskepticky.
V listopadu 2017 byl zvolen místopředsedou Svobodných. Na začátku března 2019 však na tuto funkci rezignoval, dle vlastních slov se totiž nedokázal ztotožnit se současným směřováním strany (Svobodní už podle něj nejsou stranou, kterou zakládal).

## Postoje
Je znám jako kritik evropské integrace. Kritizoval Lisabonskou smlouvu, neboť podle něho odporuje právnímu řádu ČR. Poukázal na špatně založený model evropské integrace a navrhl postup, jak převést stávající podobu do perspektivnější varianty spolupráce evropských států. Kritizoval zavedení cestovních pasů pro děti, protože paradoxně před vstupem ČR do Schengenského prostoru děti pas mít nemusely. Marxismus považuje za druh náboženství, a diskuse s jeho představiteli mají být vedeny religiózními nejen vědeckými argumenty.
Navrhl výstavbu amerického protiraketového radaru v ČR. Kritizoval církevní restituce, protože díky nim podle Payna získá jedna církev příliš velkou moc, a nedojde k odluce církve od státu. Kritizoval smlouvu ACTA, kterou považuje za vynucování pravidel analogového světa ve světě digitálním. Navrhl vypovědět smlouvu o přátelství s Ruskou federací.

## Citáty
| „                        | Kdyby kterákoli z politických stran nyní zastoupených ve Sněmovně získala většinu, hrozila by nám pohroma, že by opravdu uskutečnili to, co si do volebního programu napsali. Jejich volební dokumenty nejsou ilustrací zřetelné politické filosofie, jsou pokusem o komunistický pětiletý plán zkrácený na čtyřleté volební období. | “ |
| — Po volbách v roce 2013 | |   |